# Douai
Douai je francouzské město v departementu Nord v regionu Hauts-de-France. V roce 2009 zde žilo 42 461 obyvatel. Je centrem arrondissementu Douai.
Ve středověku bylo Douai pevností. Je zde univerzita, konzervatoř a cisterciácké opatství. V roce 1679 byla Ludvíkem XIV. založena škola pro dělostřelecké důstojníky (École d'officiers d'artillerie), jako první Grande école ve Francii a byla připojená k místní univerzitě.

## Osobnosti
- Graindor de Douai (12. století) – francouzský žakéř
- Giambologna (1529–1608) – vlámský sochař
- Nicolas Trigault (1577–1628) – francouzský jezuitský misionář v Číně
- Jacob Regnart (16. století) – rakousko-český renesanční hudební skladatel
- Charles Alexandre de Calonne (1734–1802) – francouzský politik a ministr financí
- Marceline Desbordes-Valmorová (1786–1859) – francouzská básnířka
- Pierre Zaccone (1817–1895) – francouzský spisovatel
- Georges Demenÿ (1850–1917) – francouzský vynálezce, chronofotograf, filmař a gymnasta
- Henri-Edmond Cross (1856–1910) – francouzský malíř a grafik
- Maurice Pellé (1863–1924) – francouzský generál první světové války
- Laurence Modaineová (* 1964) – francouzská šermířka a olympionička